# Galeria Muzealna im. Michała Klahra Starszego
Galeria Muzealna im. Michała Klahra Starszego – galeria miejska mieszcząca się na rynku w Lądku-Zdroju w dawnym domu Michała Klahra starszego, rzeźbiarza, przedstawiciela śląskiego baroku. Została otwarta w 2006 r. Gromadzi i prezentuje eksponaty związane z historią miasta, uzdrowiska oraz gminy Lądek-Zdrój.

## Kamienica "Zur Kornecke"
Pierwszy dom stojący w tym miejscu strawił wielki pożar, który wybuchł w Lądku-Zdroju w 1739 r. Zniszczeniu uległy wówczas 154 domy, a odbudowę miasta prowadzono do połowy XVIII w.

Obecnie istniejąca kamienica zbudowana w stylu późnorenesansowym pochodzi z 2 poł. XVIII w. Trójkondygnacyjny, podpiwniczony dom ustawiony jest do rynku ścianą szczytową.

Fasadę zdobi portal zwieńczony polichromowaną płaskorzeźbą z ukoronowaną figurą Madonny z Dzieciątkiem. Nad figurami mierzącymi 160 cm znajduje się kamienna, wykończona spiralnie z dwóch stron, draperia. U stóp Madonny łukowaty gzyms z główkami trzech puttów. Tuż nad wejściem widnieje gmerk artysty z datą "1723". Fasadę wieńczy płaskorzeźba z Okiem Opatrzności. Płaskorzeźba została wykonana w piaskowcu w roku 1741 lub 1742.

Według niektórych badaczy Madonnę nazywano polską ze względu na ikonograficzne podobieństwo do figury MB Kodeńskiej. Większość źródeł podaje jednak jako inspirację wizerunek maryjny z Mariazell w Styrii, której kult był wówczas popularny w hrabstwie kłodzkim (m.in. również w sanktuarium Maria Śnieżna na Iglicznej).

Do rodziny Michała Klahra należał od 1724 r., kiedy to rzeźbiarz wraz z żoną Katarzyną sprowadził się z Kłodzka do ówczesnego Bad Landeck. Oprócz mieszkania w kamienicy znajdowała się również pracownia. Michał Klahr Starszy mieszkał w niej i pracował do swojej śmierci w 1742 r. Po nim pracownię przejął syn Michael Ignatius Klahr. Wiadomo również, że podczas uroczystości Bożego Ciała rodzina Klahrów wystawiała przed domem specjalnie wykonany ołtarz.

Po 1945 r. w budynek pełnił rolę mieszkalno-handlową. Na parterze funkcjonowała przez dłuższy czas restauracja. Po 1989 r. mieściło się w nim kilka różnych sklepów i zakładów usługowych. W październiku 1992 r. na froncie budynku umieszczona została tablica upamiętniająca Michała Klahra. Okazją była 300 rocznica urodzin rzeźbiarza oraz inauguracja Roku Klahrowskiego.
 Decyzją wojewódzkiego konserwatora zabytków z dnia 24 lutego 1964 roku obiekt został wpisany do rejestru zabytków.

## Galeria
W 2006 r. budynek został poddany generalnemu remontowi i renowacji. Prace wykonała Gmina Lądek-Zdrój dzięki pozyskanym funduszom europejskim.

Parter budynku zajmuje w większej części sala wystawiennicza. Pierwszą wystawę, której tematem jest historia miasta, przygotował samorząd Lądka-Zdroju przy wsparciu Muzeum Ziemi Kłodzkiej oraz osób prywatnych, które udostępniły swoje zbiory. Wystawa prezentuje rozwój Lądka-Zdroju od średniowiecza po wiek XX przedstawioną na kopiach starych grafik i fotografii. Obejrzeć można archiwalne plany zabudowy i dokumenty oraz kolekcję dzieł sztuki, głównie rzeźb o tematyce sakralnej.

## Galeria zdjęć

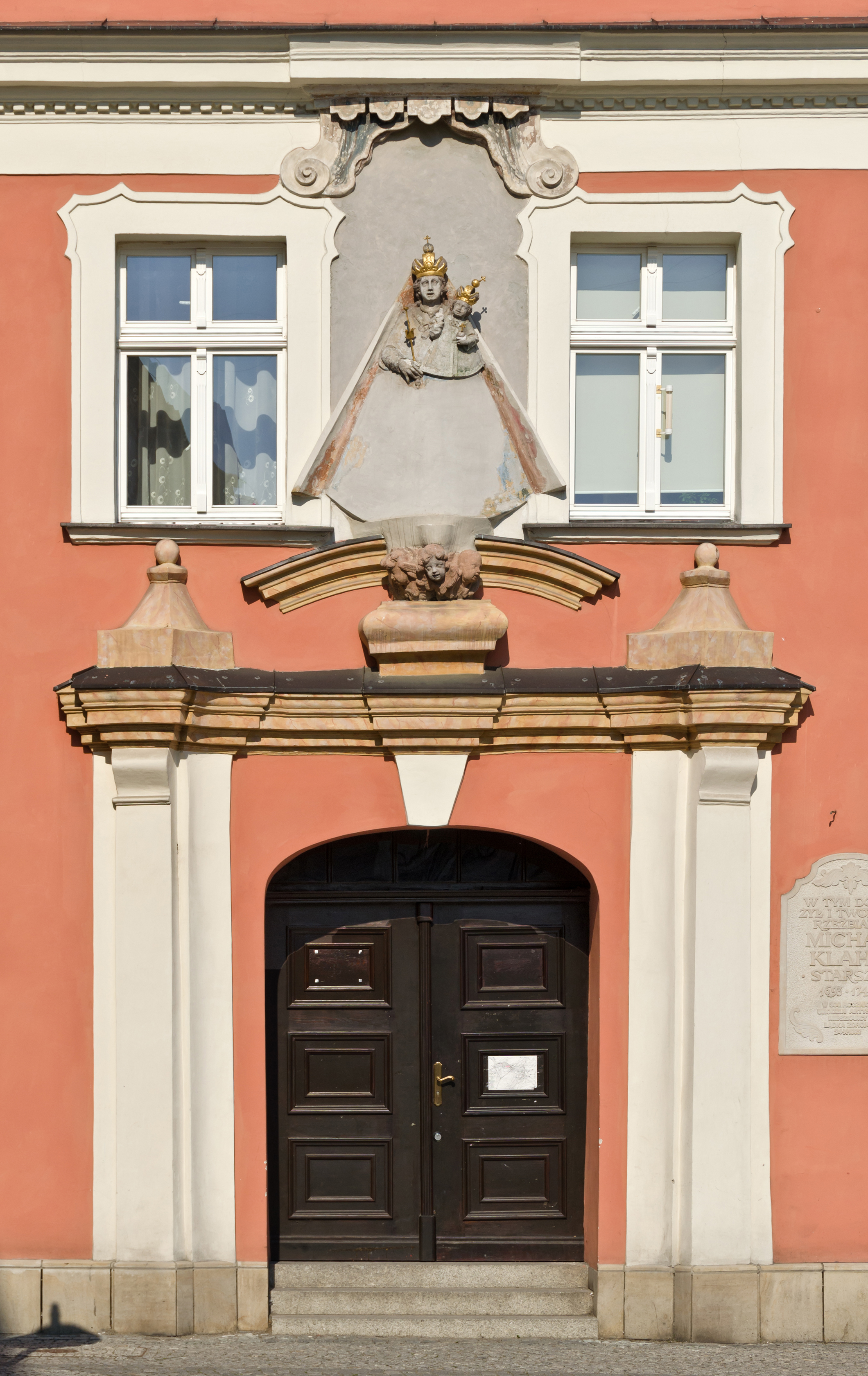
Wejście do galerii
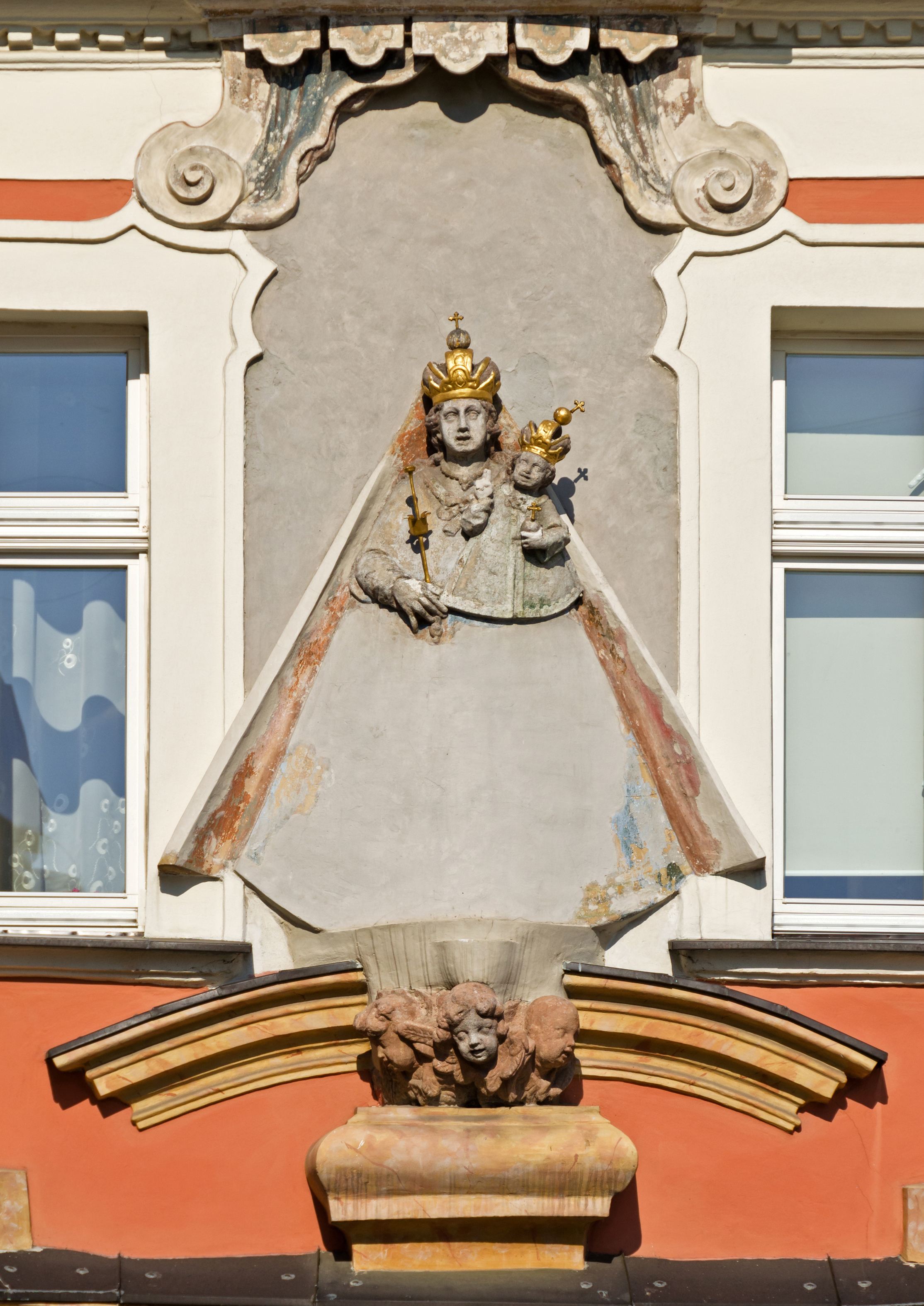
Madonna z Dzieciątkiem na fasadzie
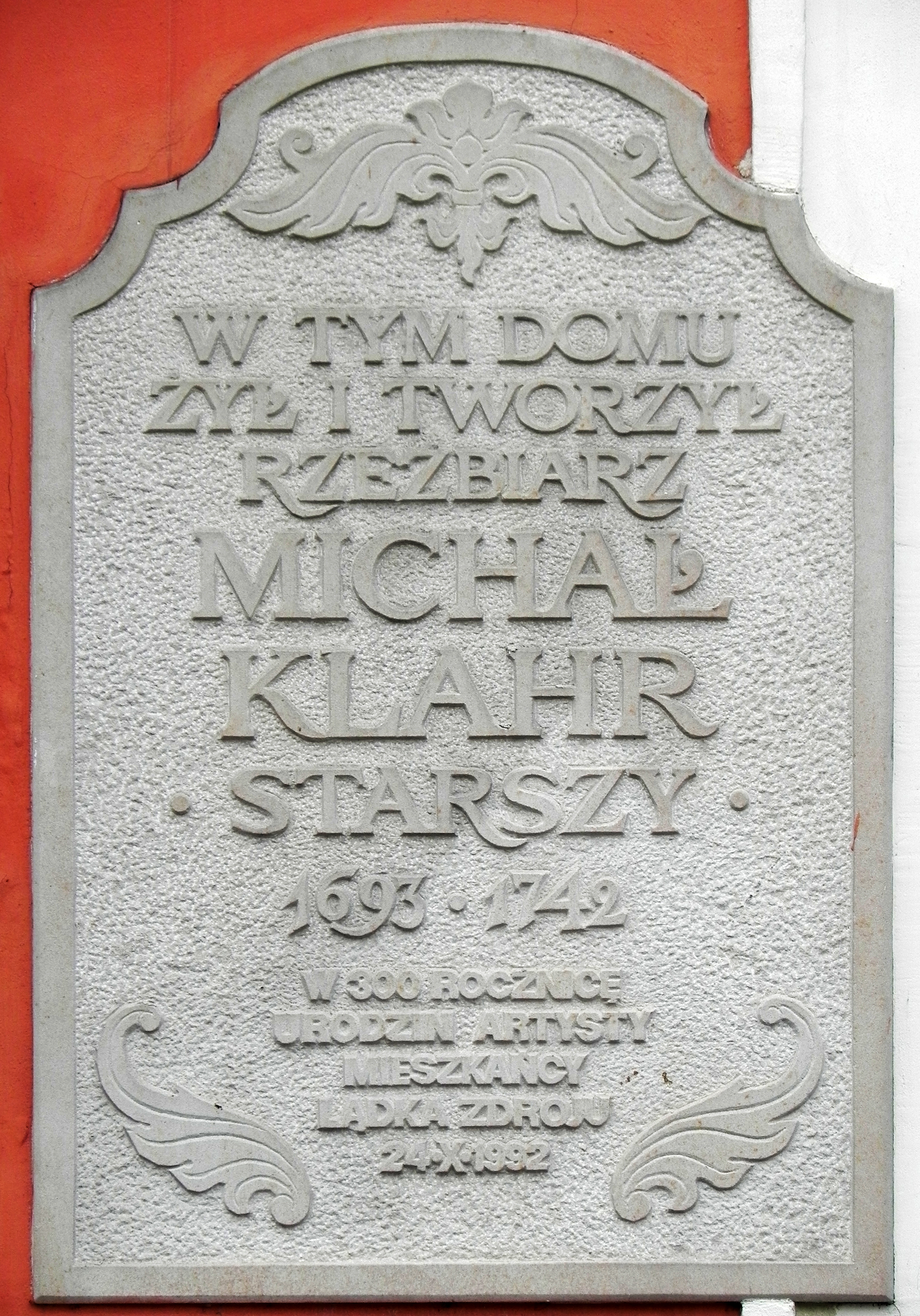
Tablica pamiątkowa na fasadzie
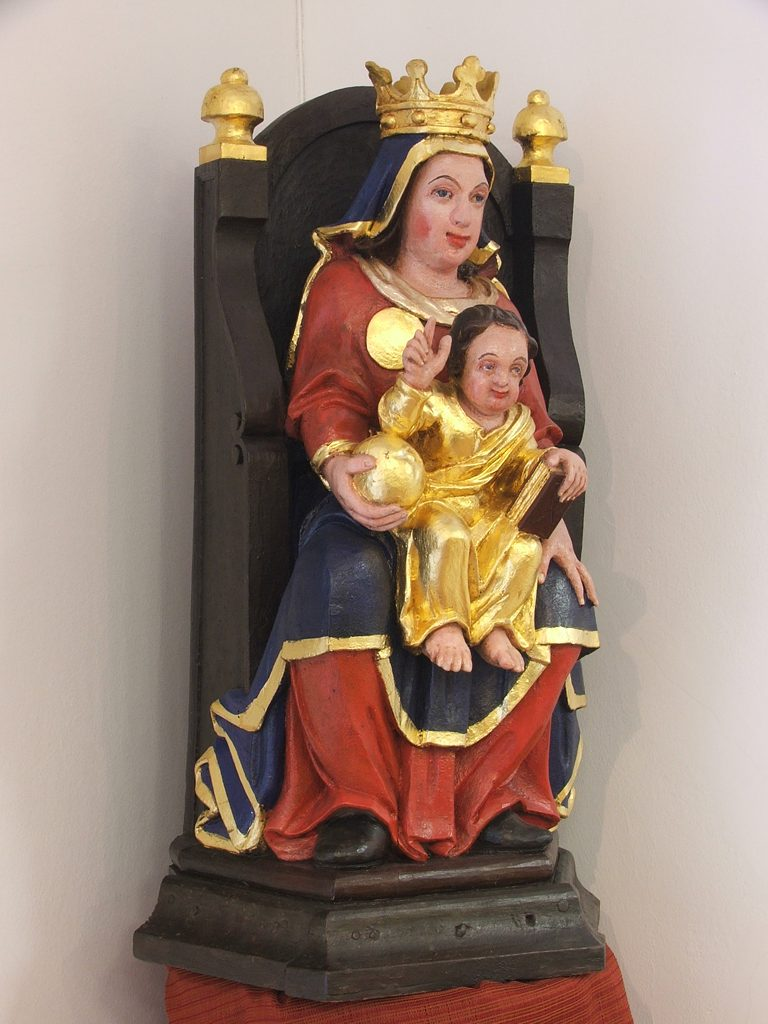
Drewniana figura "Tron Mądrości"
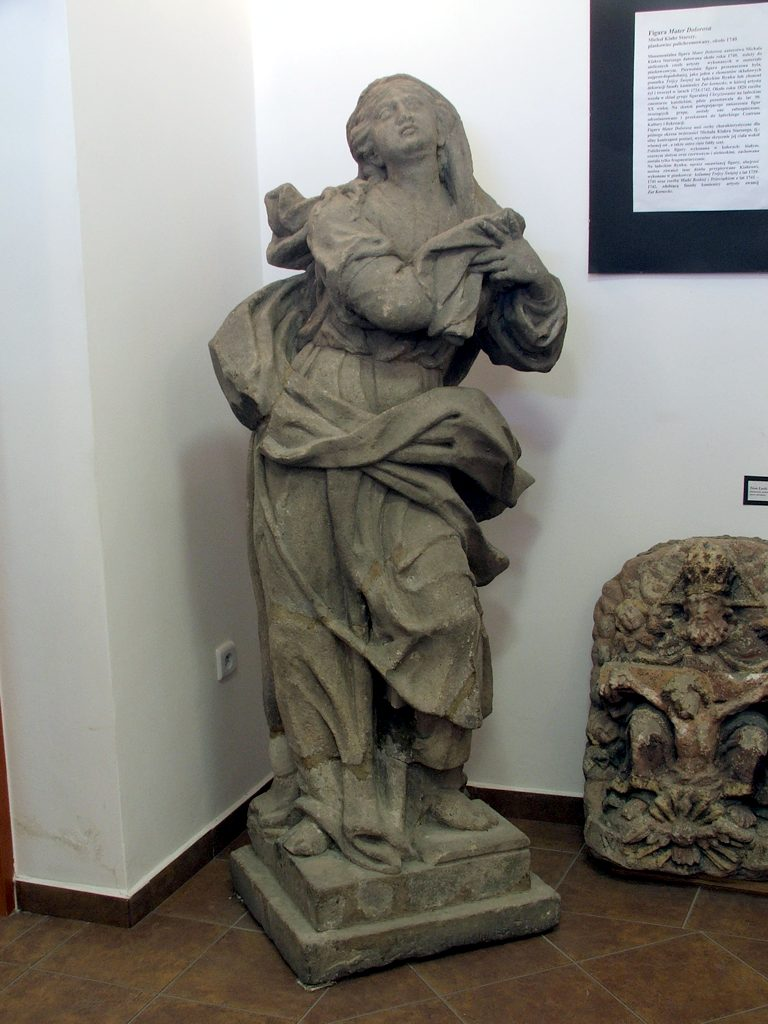
"Mater Dolorosa" Michała Klahra
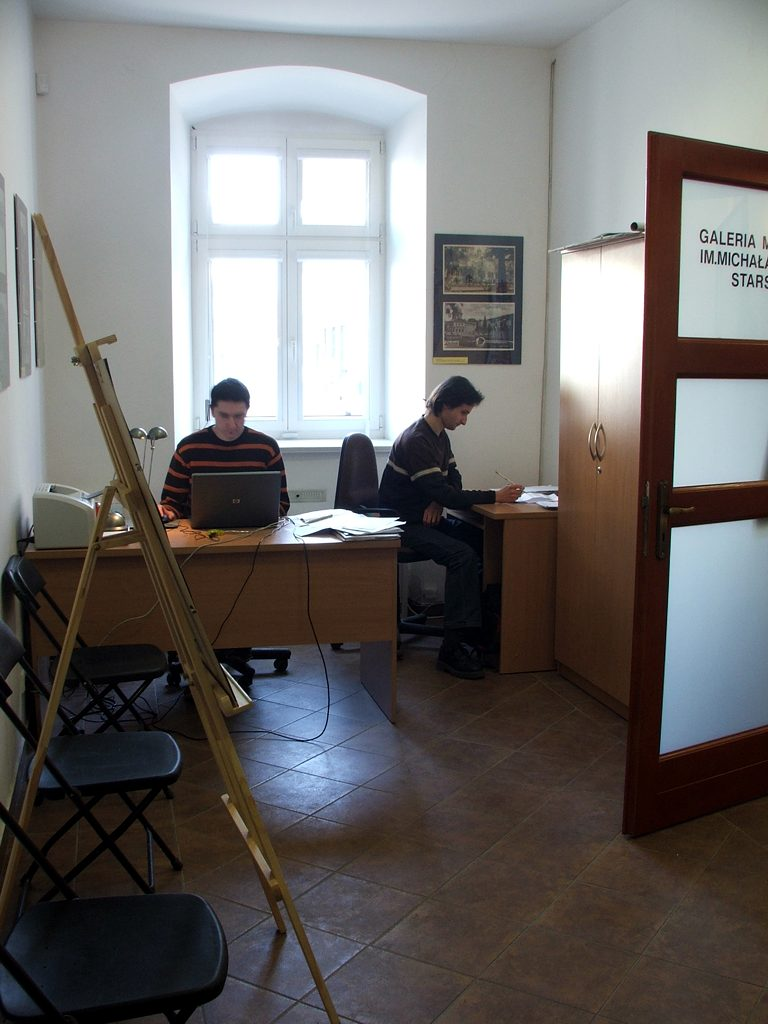
Biuro galerii
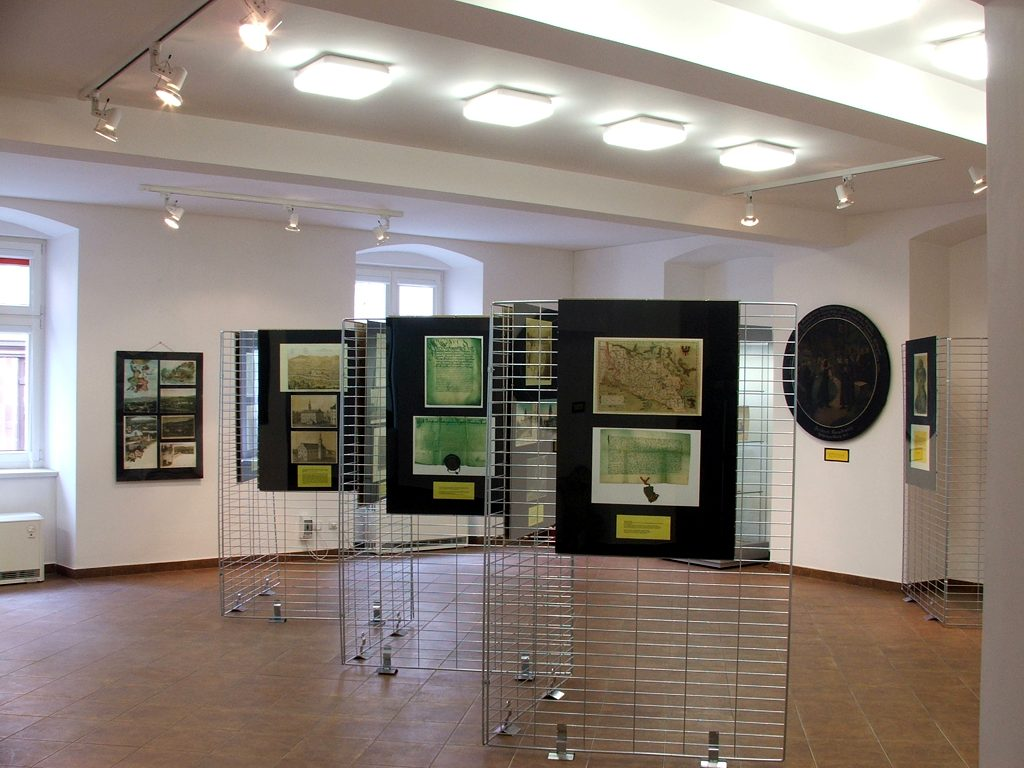
Sala wystawowa
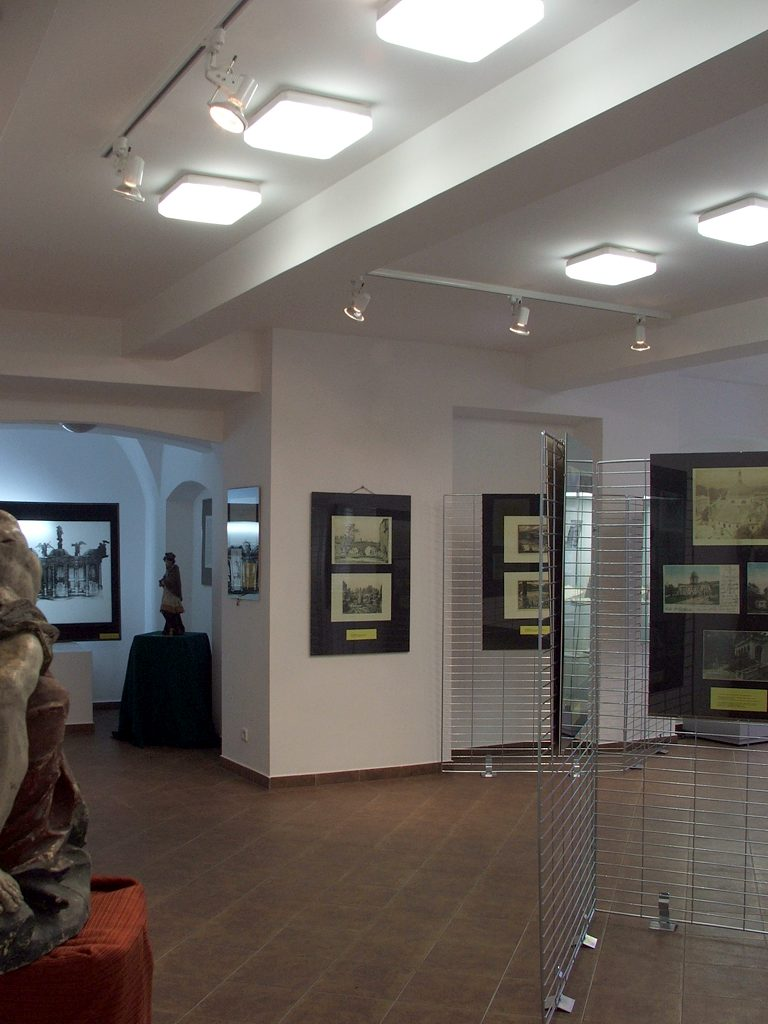
Sala wystawowa
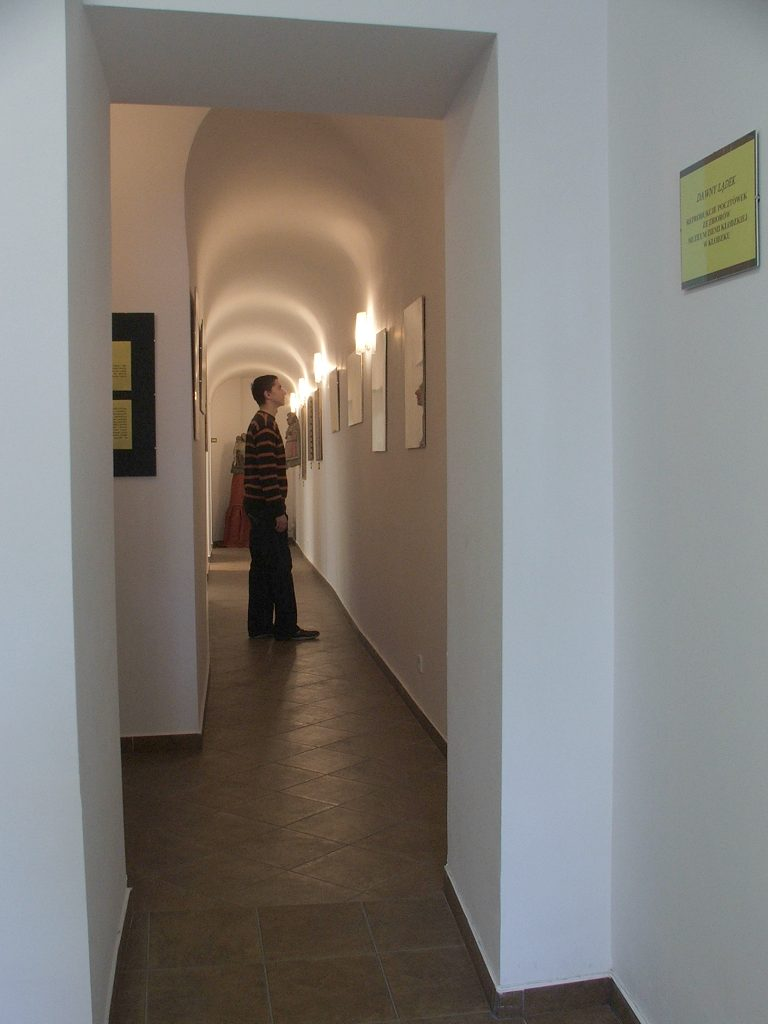
Sala wystawowa